# Lijst van tramlijnen in Zuid-Holland
Hieronder is een lijst te vinden van tramlijnen in de provincie Zuid-Holland.
De trams in Zuid-Holland worden gereden door:
- HTM: Rail Haaglanden inclusief RandstadRail lijnen 3, 4 en 34
- RET: Rail Rotterdam

Rotterdam, Den Haag en de rest van Zuid-Holland kent ook busvervoer, gereden door HTM, RET, EBS, Arriva, Connexxion en Qbuzz. Deze lijnen zijn niet in deze lijst verwerkt. Zie hiervoor: stads- en streekvervoer in Zuid-Holland.
Voor metrovervoer in de regio Rotterdam door RET zie: Rotterdamse metro.

## Lijnen 1 tot en met 10
- Lijn 1: Rail Haaglanden: Scheveningen Noord – Delft Tanthof
- Lijn 1: Rail Rotterdam: Rotterdam De Esch – Vlaardingen Holy
- Lijn 2: Rail Haaglanden: Den Haag Kraayenstein – Leidschendam
- Lijn 2: Rail Rotterdam: Charlois – Keizerswaard
- RandstadRail 3: Den Haag Loosduinen – Zoetermeer Centrum
- Lijn 3: Rail Rotterdam: Beverwaard – Station Rotterdam Centraal
- RandstadRail 4: Den Haag De Uithof – Station Lansingerland-Zoetermeer
- Lijn 4: Rail Rotterdam: Molenlaan – Heemraadsplein
- Lijn 5: Rail Rotterdam: Station Rotterdam Centraal – Barendrecht Carnisselande
- Lijn 6: Rail Haaglanden: Den Haag Leyenburg – Leidschendam Noord
- Lijn 6: Rail Rotterdam: Heemraadsplein – Kleiweg
- Lijn 7: Rail Rotterdam: Marconiplein – Woudestein
- Lijn 8: Rail Rotterdam: Schiebroek – Spangen
- Lijn 9: Rail Haaglanden: Scheveningen Noord – Vrederust

## Lijnen 11 tot en met 20
- Lijn 10: Rail Haaglanden: Scheveningen Noord – Vrederust
- Lijn 11: Rail Haaglanden: Scheveningen Haven – Station Den Haag HS
- Lijn 11: Rail Rotterdam: Rotterdam De Esch – Schiedam Woudhoek
- Lijn 12: Rail Haaglanden: Den Haag Duindorp – Station Den Haag HS
- Lijn 15: Rail Haaglanden: Station Den Haag Centraal – Nootdorp
- Lijn 16: Rail Haaglanden: Station Den Haag Centraal – Wateringen
- Lijn 17: Rail Haaglanden: Den Haag Statenkwartier – Wateringen
- Lijn 19: Rail Haaglanden: Leidschendam – Station Delft

## Lijnen 31 tot en met 40
- Lijn 34: Rail Haaglanden: Den Haag De Savornin Lohmanplein – Station Lansingerland-Zoetermeer